# Brachyptera auberti
Brachyptera auberti is een steenvlieg uit de familie vroege steenvliegen (Taeniopterygidae). De wetenschappelijke naam van de soort is voor het eerst geldig gepubliceerd in 1957 door Consiglio.